# フランク・シェレルップ
ジョン・フランシス・"フランク"・シェレルップ（John Francis "Frank" Skjellerup 、1875年5月16日 – 1952年1月6日）はオーストラリアの電信技術者、天文学者である。南アフリカで電信技術者として働く一方、多くの彗星を南アフリカ、オーストラリアで発見した。
父親はデンマーク人で、母親はイギリス人であるが、オーストラリアのビクトリア州のコブデンで生まれた。名前はJames Francis Skjellerupとも伝えられるが、フランクと呼ばれることを好んだ。
電信技術者としての訓練を受け、第二次ボーア戦争後の南アフリカで働いた。1922年に南アフリカで26P/グリッグ・シェレルップ彗星を発見した。1923年、南アフリカ人の妻とオーストラリアに戻った。非常に明るくなった非周期彗星シェレルプ・マリスタニー彗星(C/1927 X1)をオーストラリアで発見した。彗星の発見の他に変光星の観測を行った。